# Flandern-Rundfahrt 1962
Die Flandern-Rundfahrt 1962 war die 46. Austragung der Flandern-Rundfahrt, ein Eintagesrennen im Straßenradsport. Es wurde am 26. März 1962 über eine Distanz von 256 km ausgetragen. Sieger wurde Rik van Looy aus Belgien.

## Rennen
146 Radrennfahrer stellten sich dem Starter in Gent. Die Flandern-Rundfahrt gehörte zur Rennserie Super Prestige Pernod 1962. Zielort war erstmals Gentbrugge. Nach 94 Kilometern bildete sich eine Spitzengruppe von sechs Fahrern, darunter der spätere Sieger Rik van Looy mit zwei Teamkameraden. Abgeschirmt von seinen Domestiken gewann van Looy den Zielsprint. 53 Fahrer erreichten das Ziel.

## Ergebnis
| Platz | Fahrer            | Team                           | Zeit              |
| ----- | ----------------- | ------------------------------ | ----------------- |
| 1.    | Rik van Looy      | Flandria–Faema–Clément         | 6: 39: 56 Stunden |
| 2.    | Michel Van Aerde  | Carpano                        | + 0:09 Minuten    |
| 3.    | Norbert Kerckhove | Dr. Mann-Grundig               | gl. Zeit          |
| 4.    | Noël Foré         | Flandria–Faema–Clément         | gl. Zeit          |
| 5.    | Tom Simpson       | Gitane–Leroux–Dunlop–Géminiani | gl. Zeit          |
| 6.    | Jef Planckaert    | Flandria–Faema–Clément         | gl. Zeit          |
| 7.    | Willy Vannitsen   | Wiel’s-Groene Leeuw            | + 4:08 Minuten    |
| 8.    | Michel Stolker    | St. Raphaël-Helyett-Hutchinson | gl. Zeit          |
| 9.    | Edgard Sorgeloos  | Flandria–Faema–Clément         | gl. Zeit          |
| 10.   | Joseph Wouters    | Solo-Van Steenbergen           | + 4:25 Minuten    |